# Teoria do abuso de direito
A teoria do abuso de direito surge como uma construção da doutrina e da jurisprudência no decorrer do século XX. Mas é no Direito Medieval, com os atos emulativos (aemulatio), que consistiam no exercício de um direito com o objetivo de causar prejuízos a terceiros, que se encontra sua origem. Logo, o titular do direito praticava o ato não para lhe proporcionar um benefício, mas tendo escopo de causar um dano a outrem. A presença destes atos é observada, na era medieval, no âmbito do direito de propriedade. Importa mencionar que o Direito Romano não desconhecia o instituto do abuso de direito, pois o utilizava para solucionar casos concretos a exemplo: a perda da propriedade quando o titular se recusava a prestar caução de dano infecto.
O abuso de direito consiste na manifestação excessiva de um agente ao exercer um direito, excedendo os limites impostos. No que concerne aos atos emulativos, é imperioso frisar que os mesmos podiam ser constantemente observados, principalmente, nas relações imanentes ao direito de propriedade, quando proprietários ou vizinhos exercitavam seus direitos com o objetivo de prejudicar terceiros.
Fora, portanto, através das normas da aemulatio que se intentou a relativização do direito subjetivo de propriedade, o qual, até então, era compreendido de maneira absoluta. Dessa forma, passou-se a relativizar o direito subjetivo, deixando de lado seu caráter absoluto a fim de se iniciar o império da função social dos direitos.

## Roma
É de suma importância mencionar que o Direito Romano também guardou vestígios do exercício dos atos emulativos, vez que, eram praticados os mais grosseiros abusos sob o firme pretexto de se exercitar um direito reconhecido por lei. Desvirtuava-se a finalidade social dos direitos subjetivos com o intuito de causar dano injusto a terceiro.
| “ | A figura do abuso do direito, se não chegou a ser teorizada pelos romanos, pelo menos foi conhecida do ponto de vista doutrinário. | ” |

 Ocorre que os romanos eram infensos às teorias, posto que buscavam estabelecer soluções casuísticas para as situações práticas que iam se descortinando.
Os romanos não desconheciam totalmente a teoria do abuso de direito. Ao contrário, utilizaram-se dela para apresentar soluções a determinados casos concretos. Dentre as tentativas de vedação ao abuso do direito localizadas no Direito Romano, temos: a proibição ao proprietário de demolir sua casa para vender os materiais; a perda da propriedade quando o titular se recusava a prestar caução de dano infecto; ou, ainda, as proibições de se manterem incultas as terras e de se manterem os latifúndios.

## França
Na França, durante o período que antecedeu o Código Napoleônico, era consagrada, pela legislação vigente à época, a proibição do uso da propriedade em desconformidade com a sua destinação social. Entretanto, com o advento do Código Civil Francês, prevalecera o pensamento individualista, esvaindo-se, dessa maneira, o princípio que limitava o exercício absoluto e anti-social do direito de propriedade. Apesar disso, a doutrina do abuso de direito era aplicada em diversos julgados dos órgãos jurisdicionais franceses.
Em um conhecido caso, um vizinho construiu em sua propriedade enormes e pontiagudas torres de madeira, que não tinham nenhum propósito ou utilidade, senão furar os balões e dirigíveis de seu vizinho, o que, de fato, acabou acontecendo. Trata-se de um evidente caso de abuso de direito.

## Alemanha
Outro famoso caso que bem caracteriza a figura do abuso de direito, passou-se no início do século XX e encontra-se, desta feita, inserto na jurisprudência alemã. Consta que o proprietário de uma fazenda, sob a alegação de que sempre que se encontrava com seu filho ocorria altercação, impediu-lhe que penetrasse em suas terras, a fim de visitar o túmulo de sua mãe, que lá se encontrava sepultada. Apesar de não encontrar amparo na legislação, o filho provocou a tutela jurisdicional estatal e obteve ganho de causa, tendo-lhe sido assegurado o direito de visitar as terras de seu pai nos dias de festa. Tal decisão, proferida em 1909, consistiu no grande marco para a plena caracterização do abuso do direito no ordenamento jurídico da Alemanha.

## Brasil
No Direito brasileiro, o revogado Código Civil de 1916 não previa diretamente o instituto do abuso do direito. Utilizava-se uma interpretação inversa do dispositivo contido no inciso I do art. 160, o qual, por sua vez, albergava como excludente do ato ilícito o exercício regular de um direito. Contudo, o atual Código Civil preencheu essa lacuna legislativa, embora a doutrina e a jurisprudência já fizessem uso do instituto há algum tempo. Assim, em seu artigo 187 positivou a teoria do abuso de direito, dispondo: “Também comete ato ilícito o titular de um direito que, ao exercê-lo, excede manifestamente os limites impostos pelo seu fim econômico ou social, pela boa-fé ou pelos bons costumes”.  Afirma-se que a responsabilidade civil decorrente do abuso do direito independe de culpa e fundamenta-se somente no critério objetivo finalístico, tese acolhida no Enunciado 37 da I Jornada de Direito Civil, o qual, todavia, é criticado por alguns autores. 
A obrigação da indenização do dano causado decorre naturalmente do Código Civil e é apenas reforçada pela Lei de Abuso de Autoridade. O artigo 186 do Código Civil já afirma que todo aquele que dolosa ou culposamente viola direito ou causa dano a outrem, ainda que exclusivamente moral, comete ato ilícito. E o ilícito civil, nestes termos definido, implica na obrigação de indenização, de acordo com o artigo 927, CC. “ Aquele que, por ato ilícito (art. 186 e 187), causar dano a outrem, fica obrigado a repará-lo. ”

## Portugal
Atualmente, o abuso de direito encontra-se expresso no art.° 334° do Código Civil Português:
| “ | Artigo 334° Abuso do direito É ilegítimo o exercício de um direito, quando um titular exceda manifestamente os limites impostos pela boa-fé, pelos bons costumes ou pelo fim social ou económico desse direito. | ” |